# Hethum de Korikos
Hethum de Korikos, conegut com a Aitó de Gorigos en català, i també Aitó el Monjo (nascut entre 1230 i 1245 i mort després del 1314), fou un monjo armeni.
Membre de la família reial armènia (probablement nebot del rei Hethum I) que el 1305 es va fer monjo catòlic al convent dels premontres de Lapais a Xipre; aquesta decisió fou rebuda amb molta hostilitat per l'església armènia.
El 1307, durant la seva llarga estada a França, va dictar en francès medieval una obra dirigida al papa Climent V sobre la història i geografia d'Àsia, La Flor des Estoires d'Orient Flor de les històries d'Orient), que va ser traduït al llatí de l'època com a Flos historiarum terre Orientis, i al català de l'època com a La Flor de les Istòries d'Orient, entre altres idiomes.